# The Tennessean
The Tennessean (conosciuto fino al 1972 come The Nashville Tennessean) è il principale giornale di Nashville, in Tennessee. La sua area di circolazione copre ben 39 regioni nel Middle Tennessee, più altri otto nel sud del Kentucky.
Nel marzo 2013, la circolazione del The Tennessean era di 100825 (dal lunedì al venerdì), 102855 (sabato) e 227626 (domenica) copie giornaliere. Al contrario, al 2 novembre 2005, il giornale riportava ogni giorno una  circolazione di 177714 (dal lunedì al venerdì), 199489 (sabato) e 250575 (domenica) copie giornaliere.
Ne è proprietaria Gannett, che possiede anche numerosi altri più piccoli quotidiani del Middle Tennessee, come The Dickson Herald, Gallatin News-Examiner, Hendersonville Star-News, Fairview Observer e Ashland City Times. La sua diffusione supera quella del The Leaf-Chronicle e del The Daily News Journal a Murfreesboro, altri due giornali di Gannett.